# Kennedydamm
Kennedydamm ist der Name eines Abschnitts der Bundesstraße 1 und eines Entlastungszentrums in Düsseldorf. Die im Erscheinungsbild einer Stadtautobahn ähnelnde Hauptstraße verbindet das Zentrum der Stadt mit deren nördlichen Stadtteilen. Zu beiden Seiten entstanden ab den 1960er Jahren Neubaugebiete mit solitären Großbauten, hauptsächlich mit Nutzungen im Bereich Dienstleistung und Verwaltung. Den Bürostandort markieren bedeutende Hochhäuser. Benannt wurde die Straße nach dem 35. Präsidenten der Vereinigten Staaten, John F. Kennedy.

## Lage
Der Kennedydamm durchquert den Stadtteil Golzheim und verbindet dort den Knotenpunkt Fischerstraße/Homberger Straße/Kaiserswerther Straße im Süden mit dem Knoten Uerdinger Straße/Danziger Straße/Johannstraße/Roßstraße am Lastring im Norden.

## Geschichte
Dem Nordsüd-Verkehr, „dem durch die durch die geographischen Verhältnisse im engen Wirtschaftsverband des Rheintals besonders starke Kräfte zufließen“, hatte der seit 1948 für Wiederaufbau und Stadtentwicklung der Landeshauptstadt Nordrhein-Westfalens zuständige Planer Friedrich Tamms stets besondere Aufmerksamkeit geschenkt. Zu den Planungsaufgaben Düsseldorfs, die im Katalog zur „I. Planungsausstellung“ im Ehrenhof Düsseldorf 1949 vorgestellt wurden, zählte er daher die Anlage einer „Parallelstraße“ zur Königsallee in einem von Luftangriffen besonders betroffenen Gebiet im Stadtteil Stadtmitte, nämlich die ab 1954 erbaute Berliner Allee, die über die Hofgartenstraße mit der nordwärts verlaufenden Kaiserstraße verbunden wurde. Damit die Kaiserstraße den ihr so verstärkt zugeführten Autoverkehr bewältigen konnte, wurde sie um gut 12 Meter verbreitert, wobei die historische Bebauung auf ihrer Westseite einer neuen Geschäfts- und Wohnbebauung im Stil der Nachkriegsmoderne weichen musste. Weiter nördlich sahen die von Tamms bereits 1949 formulierten Planungsziele vor, dass die Kaiserstraße durch eine Verlängerung der Fischerstraße mit der Kaiserswerther Straße verbunden werden sollte. Der dort entstehende Knoten sollte auch dazu dienen, über die Homberger Straße Verkehr auf die Cecilienallee und damit auf die Verkehrsachse am Rheinufer zu leiten, was Tamms als „Belebung der Rheinfront“ verstand. An diesem Knoten ließ Tamms den bis 1958 gebauten Kennedydamm anschließen.

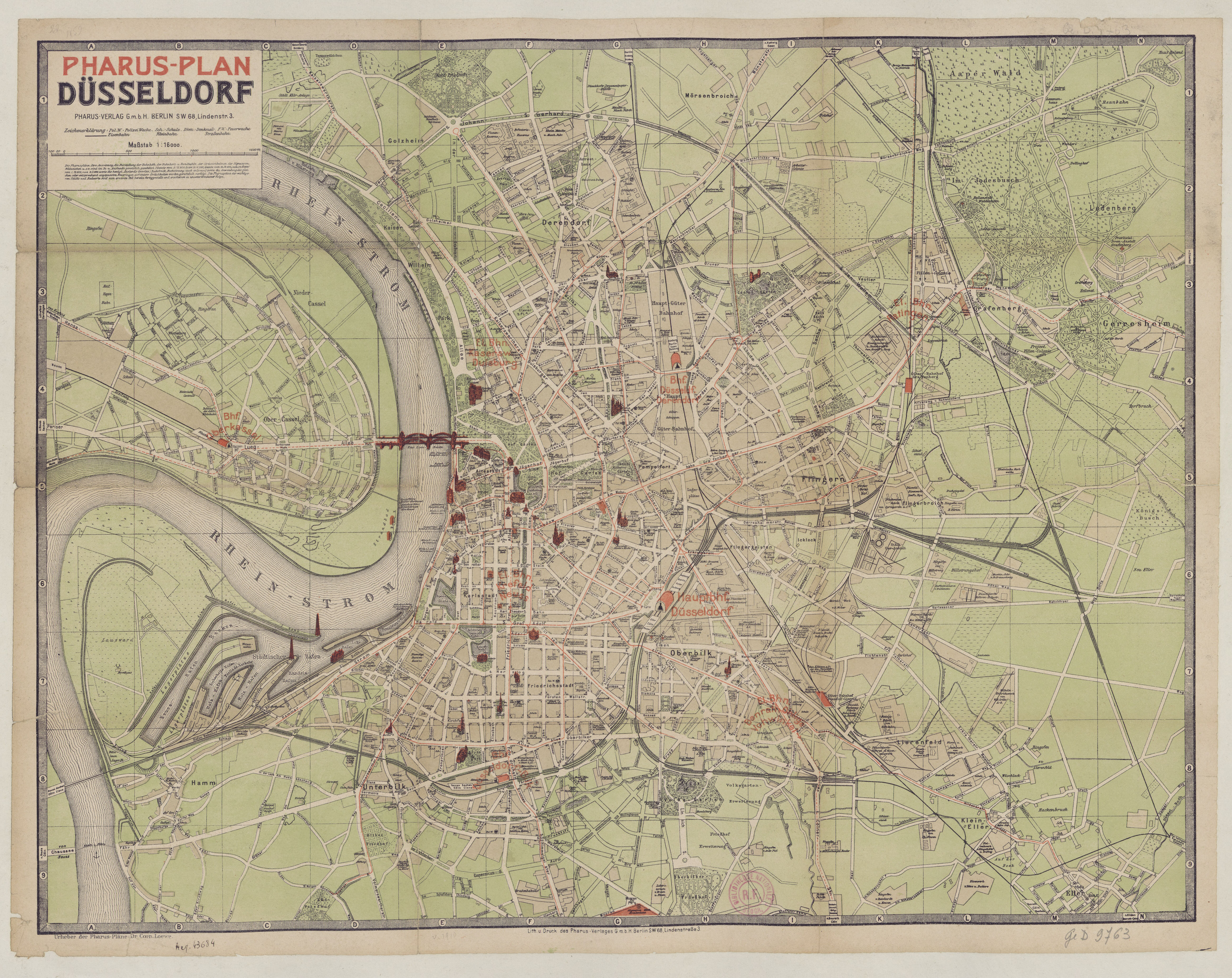
Projektstaße „In der Lohe“ im Pharus-Plan „Düsseldorf“, 1910

Dessen Trasse war schon seit den 1900er Jahren als eine mit Mittelstreifen projektierte Alleestraße „In der Lohe“ für Erschließungszwecke in den planerischen Blick genommen worden, als Nord-Süd-Magistrale mit abzweigenden Nebenstraßen eines Stadtviertels, das nach dem Schema einer Gartenstadt konzipiert war und in den 1930er Jahren durch einen Rahmenplan für eine „Schlageterstadt“ fortentwickelt wurde.
Die Planung für den Bau des Kennedydamms legte Tamms im Mai 1954 vor, und zwar als Teil der Planung einer insgesamt sieben Kilometer langen, weitgehend anbau- und kreuzungsfreien Schnellstraße, die ihrerseits Teil einer Verkehrsplanung im Zusammenhang mit dem geplanten Bau der Theodor-Heuss-Brücke war. Im Norden des Kennedydamms sah Tamms – als Prototyp des ab 1961 am Hofgarten errichteten Tausendfüßlers – eine den Lastring überbrückende Hochstraße auf Stützen vor, über die er den Verkehr in Fortsetzung der Nordsüd-Achse kreuzungsfrei zu der in diesem Zuge ebenfalls geplanten Danziger Straße führte. Die Funktion dieser Straßen wurde insbesondere darin gesehen, eine bessere Anbindung des Düsseldorfer Flughafens zu bewirken.

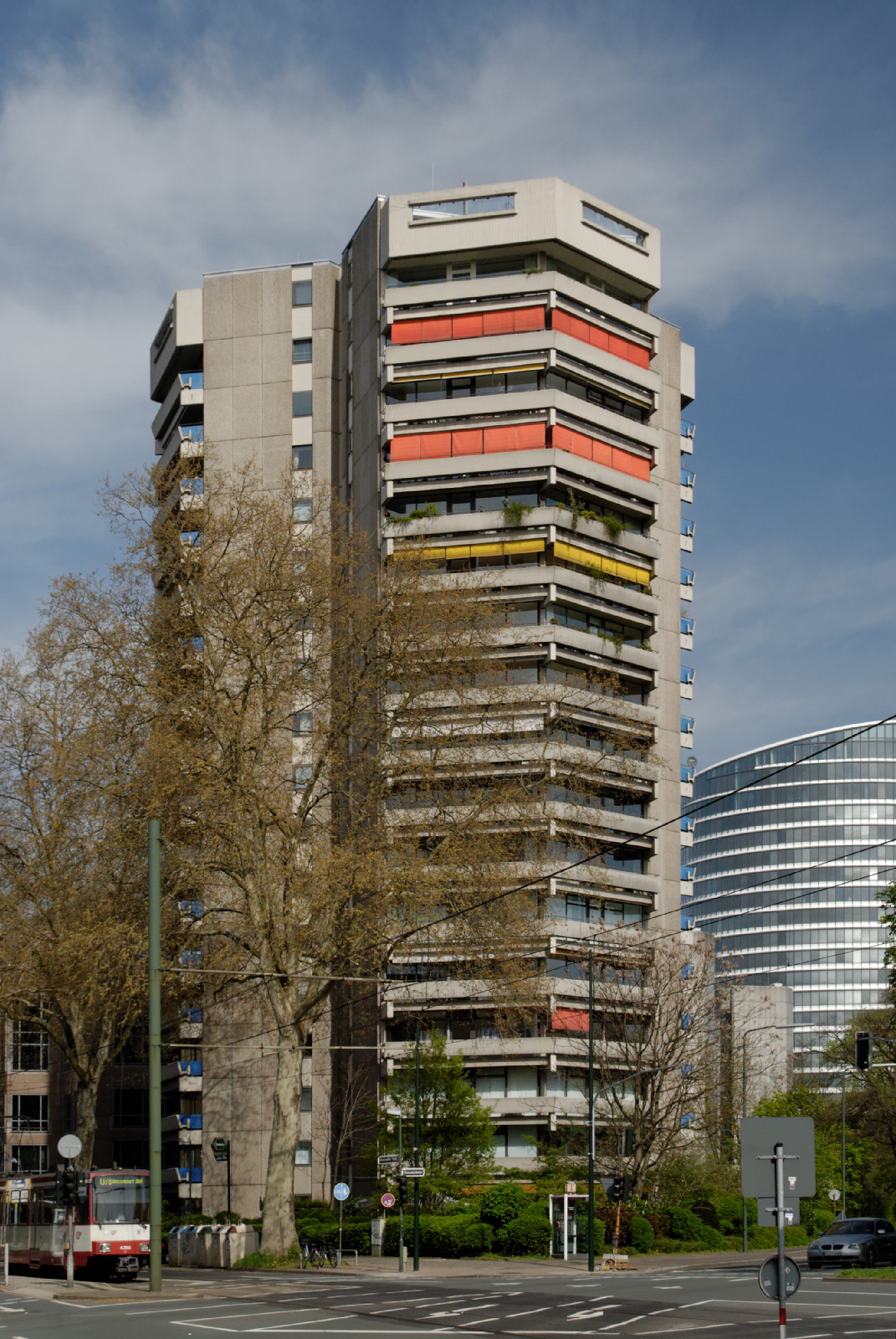
Sternhaus als Dominante am Südende des Kennedydamms, im Hintergrund das Sky-Office

Kombiniert wurden die ambitionierten Verkehrsplanungen, die vom Gedanken der autogerechten Stadt inspiriert waren, mit einer Bauleitplanung, die beidseits des Kennedydamms, auf einer vormals ländlich wirkenden Kleingartenfläche namens „In der Lohe“, nach der CIAM-Idee der Funktionstrennung Baugebiete für tertiäre Nutzungen vorsah. Bereits 1949 waren diese weiträumigen Flächen seitens der Stadt Düsseldorf als möglicher Standort eines nordrhein-westfälischen Regierungsviertels ins Gespräch gebracht worden. Die dann um 1960 geplanten Baugebiete sollten nach dem Prinzip der dezentralen Konzentration ein Entlastungszentrum zur Innenstadt bilden. Das städtebauliche Konzept für dieses Zentrum sah nach dem Leitbild der gegliederten und aufgelockerten Stadt eine von Grünflächen aufgelockerte Solitärbebauung mit einzelnen punkt- bzw. scheibenförmigen Hochhausstandorten in einem die Gebäudeausrichtung steuernden Raster vor. Auf den so geregelten Bauplätzen entstanden bald große Hotel- und Verwaltungsbauten sowie das Gebäudeensemble der Fachhochschule Düsseldorf an der Georg-Glock-Straße. Als städtebauliche Dominante am Südende des Kennedydamms wurde um 1970 das Sternhaus errichtet. Als weitere Landmarke entstand bis 2009 an einer Fußgängerbrücke, die den Kennedydamm zwischen Hans-Böckler-Straße und Karl-Arnold-Platz quert, das Bürohaus Sky-Office. Das Nordende des Kennedydamms dominiert seit 2017 das Hochhaus Horizon, in das der Deutschland-Sitz des Kosmetikherstellers L’Oréal einzog. Verschiedene Gebäude im westlichen Teil des Bürostandortes gehören zusammen mit Bereichen an der Cecilienallee und der Kaiserwerther Straße heute zu einem Messe- und Großhandelscluster der Textil- und Bekleidungswirtschaft, an dem Einzelhändler aus einem großen Einzugsbereich Kollektionen ordern.
Durch den 1973 begonnenen Bau der Stammstrecke 1 und den 1988 freigegebenen Innenstadttunnel wurde der westliche und südliche Bereich des Standorts Kennedydamm an das System der Stadtbahn Düsseldorf angeschlossen. Im Nahverkehrsplan 2017 sieht die Stadt Düsseldorf langfristig vor, durch Bau eines Tunnels Kennedydamm die zur Zeit oberirdische Haltestelle Kennedydamm in einen U-Bahnhof Kennedydamm zu verwandeln.